# 圓麵包 (烏克蘭)
圓麵包（羅馬化：Palianytsia，發音：[pɐlʲɐˈnɪt͡sʲɐ]），又音譯帕利亞尼察，是一種傳統的烏克蘭爐烤麵包，主要使用小麥粉在家庭烤箱中製作。這種酵母麵包的特色是其上部三分之一處有一條半圓形的切痕。

## 字源
圓麵包的烏克蘭語名稱來自於動詞「пали́ти」，意為「燒烤」，因為在烘焙這種麵包時，常常會形成乾脆甚至微微焦黑的外皮。19世紀的俄羅斯也曾有記錄類似的名稱，如「пєляніца」（俄語：пеляница）、「палєніца」（俄語：паленица）和「пєлєніца」（俄語：пеленица）。
蘇聯語言學家、烏克蘭愛好者阿哈坦赫爾·克里姆斯基認為，圓麵包一詞源於古希臘語「Πελανος」，在烏克蘭語中意為「扁平餅」，指的是獻給眾神的圓形糕點。

## 食譜

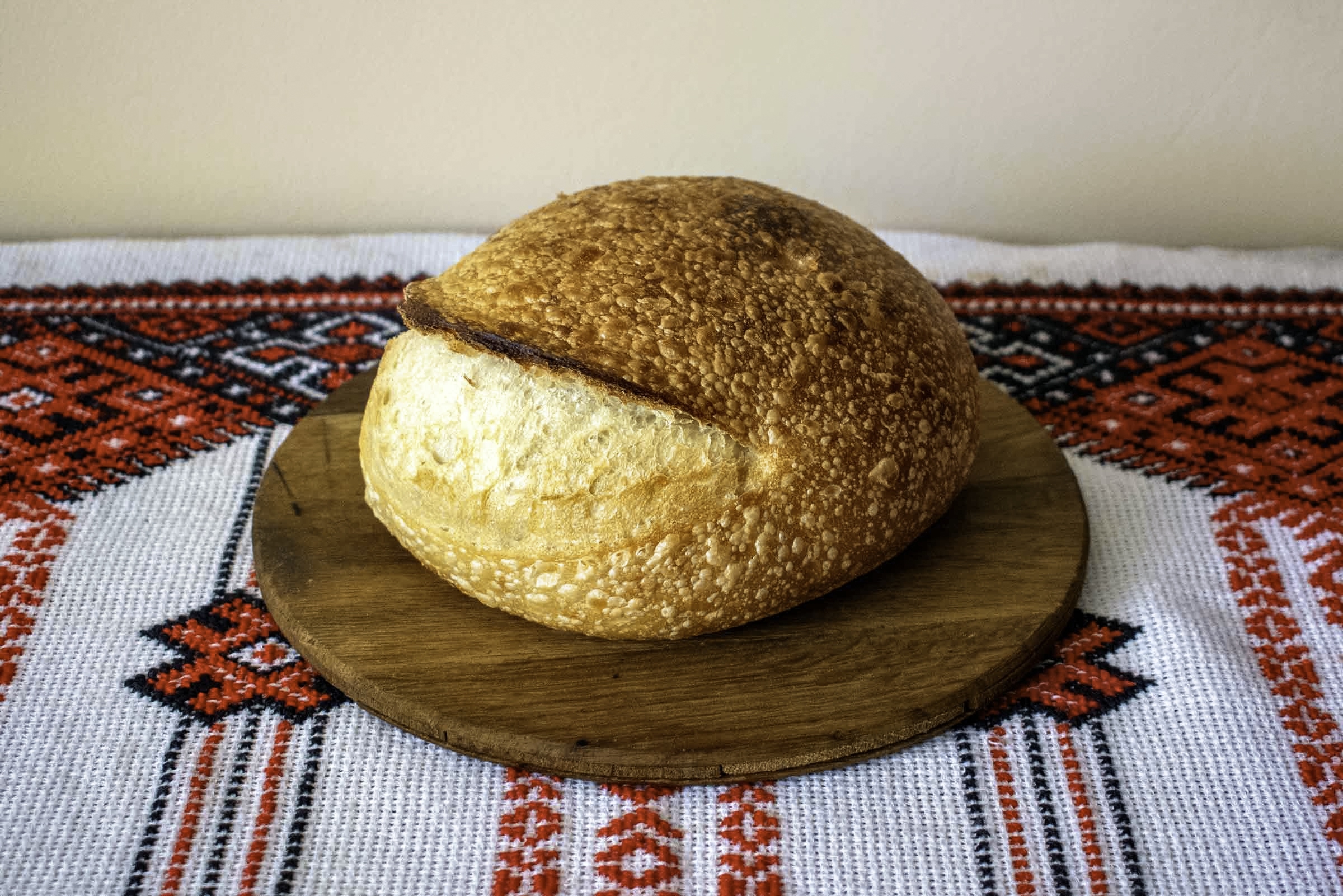
現代圓麵包

傳統的圓麵包是使用酵母麵團製作的。首先將啤酒花煮沸，然後倒入大碗中，加入篩過的小麥麵粉。揉成麵糰後，蓋上碗讓它冷卻。冷卻後，加入酵母或酸麵糰，並將麵團放在未點火的烤爐內過夜。次日早晨，發酵好的麵糰會再混入小麥麵粉，並加入溫水和鹽。將麵糰在木槽中揉捏，直到不再黏手，然後分成小塊，擀開後放在撒有麵粉的木鏟上，或是鋪在蒸過的捲心菜葉上，放入烤爐中烘焙。烘焙前，還會在麵包上劃出切痕，以便在烘焙時更好地膨脹。
根據GOST 12793-77，當時的麵包店生產標準化的「烏克蘭圓麵包」，這種麵包在模具中烘焙，重量為0.75-1公斤，側面有3/4圓形的切痕，頂部有一個凸起的帽檐。這種麵包的標準特徵是緊密多孔的麵心和酥脆的外皮。
現代的標準製作方法是先將150克麵粉與酵母和100毫升水混合成麵糰，放在碗中，蓋上蓋子，置於溫暖的地方過夜。次日早晨，將剩餘的水、牛奶、糖、鹽和油加入麵糰中，混合後逐漸加入麵粉，揉成有彈性的麵糰。接著將麵糰揉成一個球，放入碗中，蓋上保鮮膜，發酵3小時。之後將麵糰放在烤盤上，撒上麵粉，再讓其發酵一小時。烘焙前，劃一道切痕，然後將麵包放入預熱至190ºC的烤箱中，烘烤45分鐘。烤好的圓麵包需要用毛巾包裹，靜置一小時。
現代食譜還允許加入酸奶、糖、小蘇打、醋（用來中和小蘇打）和香料等變化。現代圓麵包甚至可以在煎鍋中烘烤。

## 象徵
在烏克蘭文化中，圓麵包與其他麵包一樣，象徵著家庭的幸福與繁榮，代表上帝的恩典、好客與安全感。其也被視為太陽的象徵。
根據烏克蘭民間信仰，不能吃別人剩下的圓麵包，以免帶走對方的幸福。此外，麵包不應該剩下吃不完的部分，也不能在別人背後吃麵包，這樣會「吃掉」他們的力量。

## 示播列
圓麵包在烏克蘭語中被用作一個重要的示播列（口令）測試，用來識別那些對烏克蘭語發音不熟悉的人。在俄羅斯入侵烏克蘭期間，這個詞經常用來辨別俄羅斯士兵或間諜。有些被俘的俄羅斯人聲稱自己是烏克蘭人，但他們往往無法正確發音圓麵包（Паляниця）一詞，會將烏克蘭語中的и (y)應發音為/ɪ/錯誤地發音為/(j)i/，這一發音通常由烏克蘭語字母і (i)表示。此外，他們還經常將第一個不重音的я (ya)發音為 [ʲɪ]，並將第二個跟在字母ц (ts)之後的不重音я (ya) 發音為[ə]。結果錯誤發音成俄語發音：[pɐlʲɪˈnʲit͡sə]，聽起來像是「пальиніца／palʹynitsa」或「палініца／palinitsa」。

## 其他用途
「圓麵包」的名字在2008年被用來命名一種在烏克蘭登記的小麥品種。
因為「圓麵包」這個詞語可以用來區分敵我，因此許多幫助戰爭受害者的機構和媒體平台也採用了「圓麵包」這個名稱。
2022年4月21日，烏克蘭藝術家詹娜·卡德羅娃在威尼斯雙年展的「常青畫廊」中展出了她的「圓麵包」項目。這個項目展示一系列由河石製作的物品，形狀像圓麵包。
2024年8月，圓麵包被用來命名烏克蘭製無人機導彈——圓麵包無人機導彈，烏克蘭總統弗拉基米爾·澤倫斯基表示俄羅斯人「他們連打到自己的東西是什麼都講不好」，會讓他們很難過。